# Abraxas supralutea
Abraxas supralutea är en fjärilsart som beskrevs av Rayner 1920. Abraxas supralutea ingår i släktet Abraxas och familjen mätare. Inga underarter finns listade i Catalogue of Life.